# 바이트레인
바이트레인(By Train)은 대한민국의 통신판매사업자이자, 만 25세 미만이 이용할 수 있는 한국철도공사의 철도 여행 상품인 내일로에 관한 정보를 제공하는 커뮤니티 사이트이다. 대한민국 국내여행과 관련되어 있는 곳이기도 하다.

## 연혁
- 1998년 2월 24일 : "하이텔 철도사랑모임"이라는 이름의 하이텔 동호회로 개설
- 2004년 1월 29일 : 네이버 카페로 이전
- 2013년 1월 1일 : 내일로 전문 카페로 성격 변경

## 논란
2013년, 한국철도공사의 각 지역본부에서 내일로 판매 실적 향상을 위하여 바이트레인의 운영진에게 각종 선물과 협찬 등을 과도하게 제공하였다는 의혹이 제기되었다.